# Conium-Alkaloide

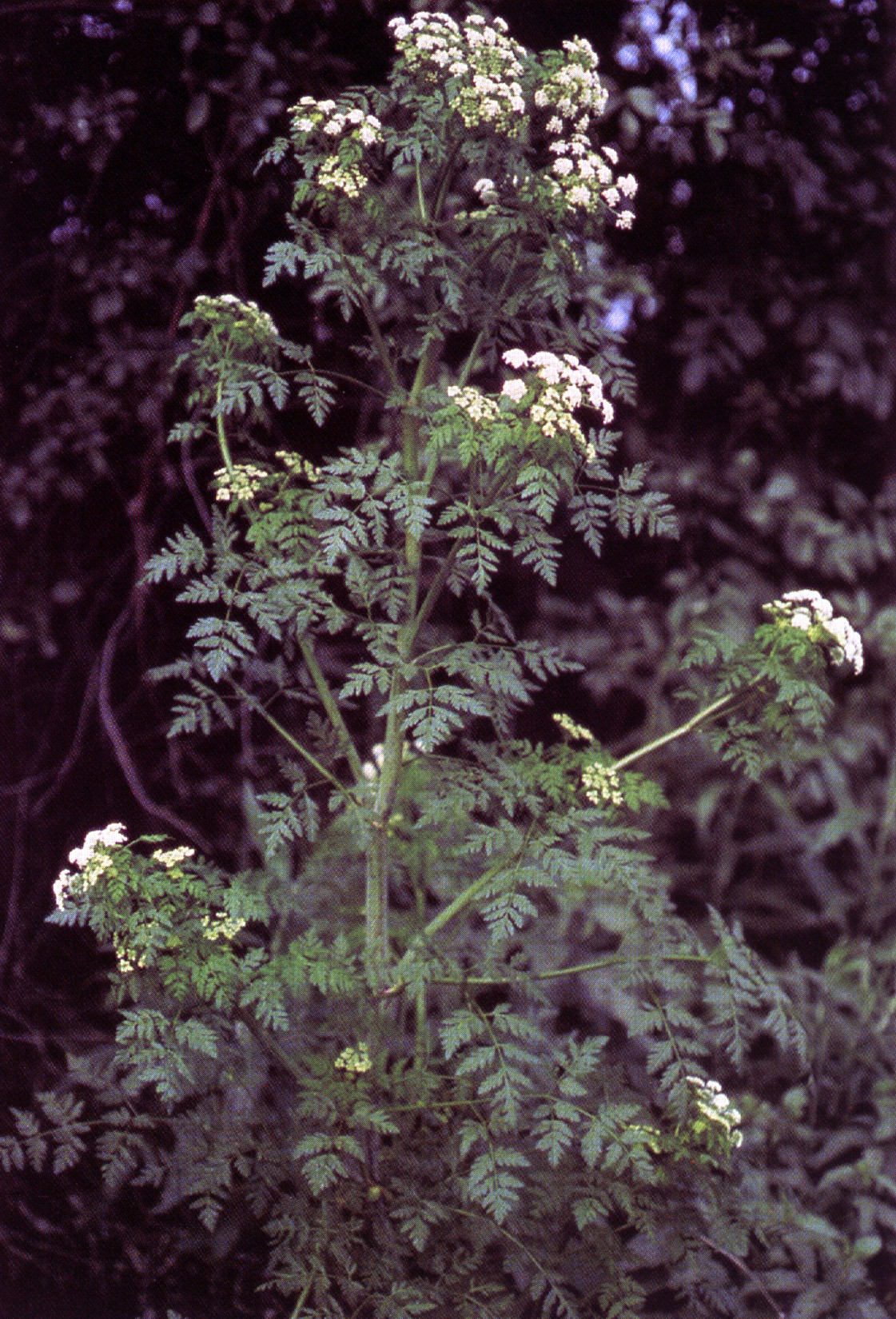
Gefleckter Schierling (Conium maculatum)

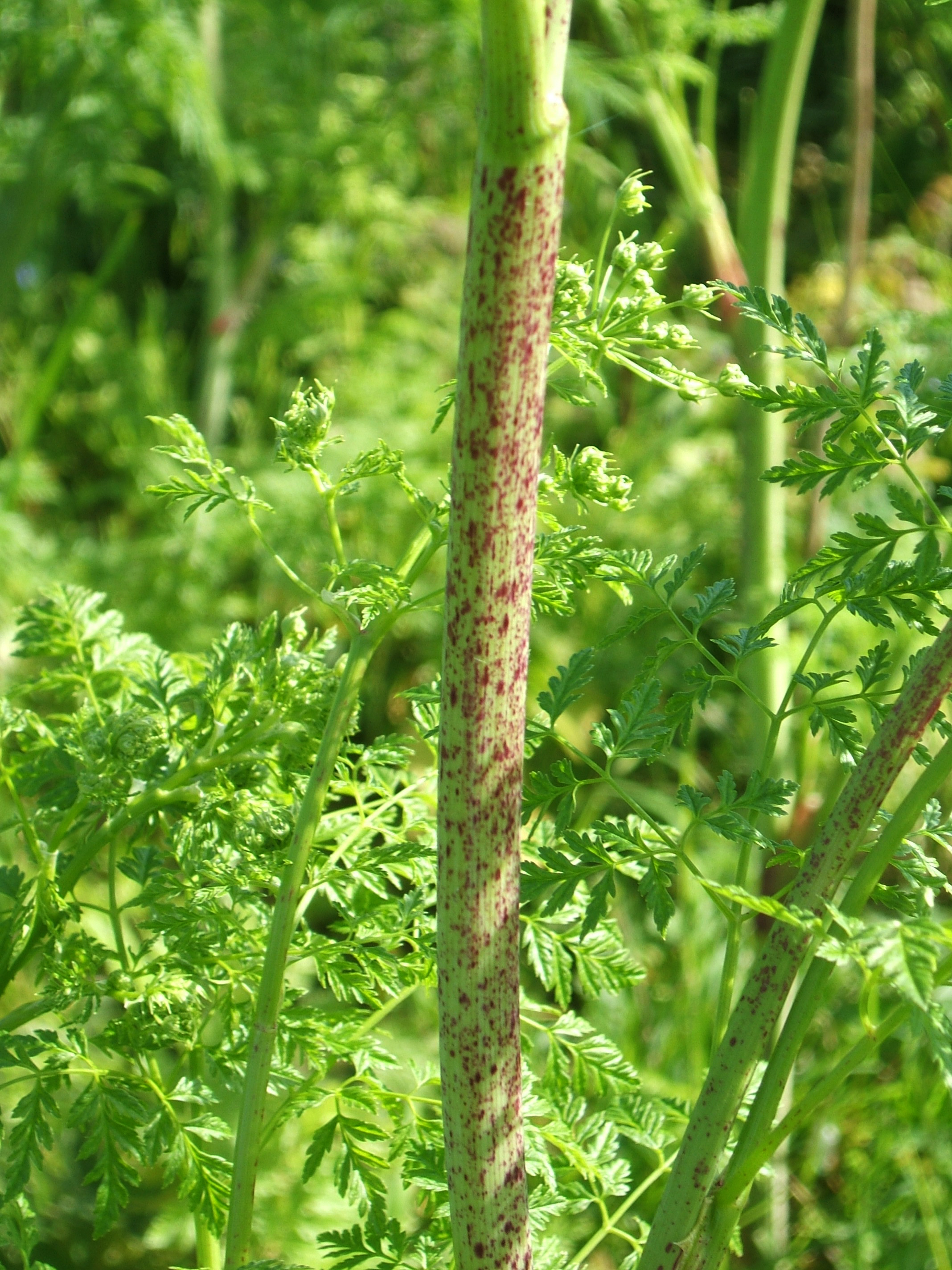
Der Stängel ist meist rot gefleckt

Conium-Alkaloide sind Naturstoffe des Piperidin-Alkaloid-Typs.

## Vorkommen
Conium-Alkaloide kommen im Gefleckten Schierling vor. Die reifen Früchte können bis zu 3,5 % Alkaloide enthalten.

## Vertreter
Das Hauptalkaloid ist Coniin. Weitere Vertreter sind γ-Conicein, Conhydrin, Pseudoconhydrin und N-Methylconiin.

(+)-Coniin
(+)-Conhydrin
(+)-Pseudoconhydrin

Die meisten Conium-Alkaloide sind bei Raumtemperatur flüssig.

## Eigenschaften
500 mg Coniin sind für einen Menschen tödlich. Coniin ist das Gift des Gefleckten Schierlings. Eine Vergiftung führt zu Übelkeit, Erbrechen, Speichelfluss und Durchfall. Innerhalb einer halben bis einer Stunde tritt eine Lähmung der Brustkorbmuskulatur ein, die tödlich endet.

## Geschichte
In der Antike wurden wässrige Auszüge dieser Pflanze (Schierlingsbecher) verabreicht.  399 v. Chr. wurde Sokrates als „Freidenker und Jugendverführer“ zum Tode durch den Schierlingsbecher verurteilt.